# SlavDok
Das disziplinäre Open-Access-Repositorium SlavDok (auch: Dokumentenserver SlavDok) ist die zentrale Publikationsplattform des Fachinformationsdienstes für Slawistik. Die Plattform wird von der Deutschen Forschungsgemeinschaft gefördert und an der Staatsbibliothek zu Berlin – Preußischer Kulturbesitz aufgebaut und gehostet.

## Inhalt
Als zielgruppenorientierter Publikationsservice steht SlavDok dem graduierten wissenschaftlichen Personal von Universitäten und außeruniversitären Forschungseinrichtungen zur Verfügung. Bei den Publikationen handelt sich um Erst- und vor allem Zweitveröffentlichungen aus allen Bereichen der slawistischen Forschung im Open Access. Außer Texten können auch Film- und Tonaufnahmen hochgeladen werden. Studentische Qualifikationsschriften werden nur in Ausnahmefällen und ausschließlich auf Basis schriftlicher Gutachten von Hochschullehrenden zur Veröffentlichung auf SlavDok zugelassen.

## Ziele
Der Aufbau von SlavDok erfolgte in den Jahren 2021/22 mit Unterstützung des wissenschaftlichen Fachbeirates des Fachinformationsdienstes (FID) Slawistik und durch die Genehmigung des DFG-Antrages im Rahmen der dritten Förderphase im Bereich „Wissenschaftliche Literaturversorgungs- und Informationssysteme“(LIS) mit dem Ziel den Gedanken von Open Access im akademischen Bereich zu stärken. Das Ziel der Weiterentwicklung von SlavDok wird es sein, das Repositorium zu einem zentralen institutionsübergreifenden Dokumentenserver für die Slawistik im Bereich von Open Access auszubauen und zu etablieren.

## Technische Infrastruktur
SlavDok ist auf dem Reposis-Server der VZG Göttingen aufgesetzt. Die Suchoberfläche von SlavDok basiert auf der Repository-Software MyCoRe und erlaubt die originalsprachliche und transliterierte Suche in den Metadaten. Alle Publikationen können auch über das Slavistik-Portal recherchiert werden. Der Dokumentenserver ist DINI-ready und OpenAIRE-konform, erlaubt das Registrieren von DOIs und URNs, verfügt über verschiedene Schnittstellen (OAI-PMH-2.0, REST, Solr-API, unAPI, SWORD, Shibboleth und LDAP) und garantiert die Langzeitverfügbarkeit aller Dokumente.